# Peñarrubia, Abra
Peñarrubia là một đô thị hạng 5 ở tỉnh Abra, Philippines. Theo điều tra dân số năm 2007, đô thị này có dân số 6.443 người trong 1,063 hộ.

## Các khu phố (barangay)
Peñarrubia được chia thành 9 khu phố (barangay).
| Barangay                | Pop. (2007) |
| ----------------------- | ----------- |
| Dumayco                 | 1.092       |
| Lusuac                  | 901         |
| Namarabar               | 577         |
| Patiao                  | 576         |
| Malamsit (Pau-Malamsit) | 577         |
| Poblacion               | 1.121       |
| Riang (Tiang)           | 764         |
| Santa Rosa              | 417         |
| Tattawa                 | 418         |

## Kết quả bầu cử năm 2007
| Chức vụ          | Ứng cử viên                  | Tổng số phiếu bầu |
| ---------------- | ---------------------------- | ----------------- |
| Thị trưởng       | Geraldine M. Balbuena        | 1.802             |
| Phó thị trưởng   | Carmelo Lyndon A. Atmosfera  | 1.679             |
| Ủy viên hội đồng | Perlita Giwagin Valencia     | 1.963             |
| Ủy viên hội đồng | Carmelo Dimeg Masaoay        | 1.928             |
| Ủy viên hội đồng | Noel Rebucan Hacutina Jr.    | 1.918             |
| Ủy viên hội đồng | Helen Liwaliw Viado          | 1.786             |
| Ủy viên hội đồng | Leonardo Casibo Daipan       | 1.746             |
| Ủy viên hội đồng | Delfin Balbin Bumagos        | 1.657             |
| Ủy viên hội đồng | Valeriano Valera Damasen Jr. | 1.638             |
| Ủy viên hội đồng | Joel Reboldela Blanca        | 1.523             |